# Палаццаго
Палаццаго (итал. Palazzago) — коммуна в Италии, находится в регионе Ломбардия, подчиняется административному центру Бергамо.
Население составляет 3610 человек, плотность населения составляет 278 чел./км². Занимает площадь 13 км². Почтовый индекс — 24030. Телефонный код — 035.
Покровителем коммуны почитается святой Иоанн Предтеча, празднование 24 июня.